# Archivní časopis
Archivní časopis je český odborný recenzovaný časopis. Časopis vznikl v roce 1951 a od roku 1953 jej vydává Archivní správa Ministerstva vnitra ČR. Vychází čtvrtletně a jeho náplní jsou teoretické a praktické problémy archivnictví, metodika, využívání informačních technologií v archivnictví (elektronická spisová služba), ochrana, konzervace a restaurování archiválií apod. Objevují se zde i příspěvky z oborů pomocných věd historických nebo dějin správy. V časopise je rovněž společenská rubrika a zprávy a recenze o nové literatuře z oboru.